# Charles W. Bartlett
Pour les articles homonymes, voir Charles Bartlett et Bartlett.
Charles William Bartlett (Bridport, 1er juin 1860 - Hawaï, 16 avril 1940) est un artiste peintre et graveur britannique.

## Biographie
Charles William Bartlett naît le 1er juin 1860 à Bridport dans le Dorsetshire, en Angleterre.
Il fit des études de métallurgie et travailla d'abord dans cette branche. À 23 ans, il s'inscrivit à l'Académie Royale de Londres, où il étudia la peinture et la gravure à l'eau-forte. Après trois années d'apprentissage dans la capitale britannique, il entra au cours privé de l'Académie Julian à Paris, où il perfectionna son art avec Jules Joseph Lefebvre (1836-1911) et Gustave Boulanger (1824-1888).
En 1889, il rentra en Angleterre et y épousa Emily Tate. Cependant, sa femme et son fils moururent en couches peu après. Bartlett voyagea ensuite en Europe, passant plusieurs années riches de peintures diverses en Hollande, en Bretagne, à Venise, avec son ami et collègue en peinture Frank Brangwyn (1867-1956). On pense que c'est Brangwyn qui intéressa Bartlett aux gravures sur bois japonaises, dont la technique consiste à graver le tampon de l'estampe sur du bois, puis, après tamponnage, à colorier l'estampe à l'aquarelle.
Bartlett peignit quelques-unes de ses plus grandes œuvres sur le continent européen, en particulier plusieurs études hautes en couleur de la vie paysanne. Il fut invité à rejoindre la Société nationale des beaux-arts de Paris en 1897. L'année suivante, il rentra en Angleterre et s'y remaria avec Kate Main. Il revint ensuite sur le continent avec son épouse.
En 1908, il contribua à la fondation de la Société de la peinture à l'eau de Paris. Plusieurs musées européens achetèrent de ses aquarelles lors des expositions parisiennes de cette Société de la peinture à l'eau ; c'est pourquoi il est représenté un peu partout en Europe.
En 1913, avec l'aide financière de la belle-famille, les Bartlett voyagèrent au Pakistan, en Inde, à Ceylan, en Indonésie, en Chine et arrivèrent finalement au Japon en 1915. Là, Charles fit la rencontre de l'éditeur d'estampes en bois Watanabe Shozaburo, une des figures du Shin Hanga, la nouvelle vague artistique du Japon du début du XXe siècle.
En 1916, Watanabe publia 21 estampes sur bloc de bois signées Bartlett.
En 1917, les Bartlett quittèrent le Japon pour rentrer en Angleterre, mais ils n'y arrivèrent jamais, préférant s'arrêter à Hawaï.
Après un dernier séjour au Japon en 1919 et une nouvelle série de blocs pour Watanabe, Barltett participa, en 1928, à la fondation des Honolulu Printmakers avec Alexander Samuel MacLeod, John Melville Kelly, et Huc-Mazelet Luquiens.

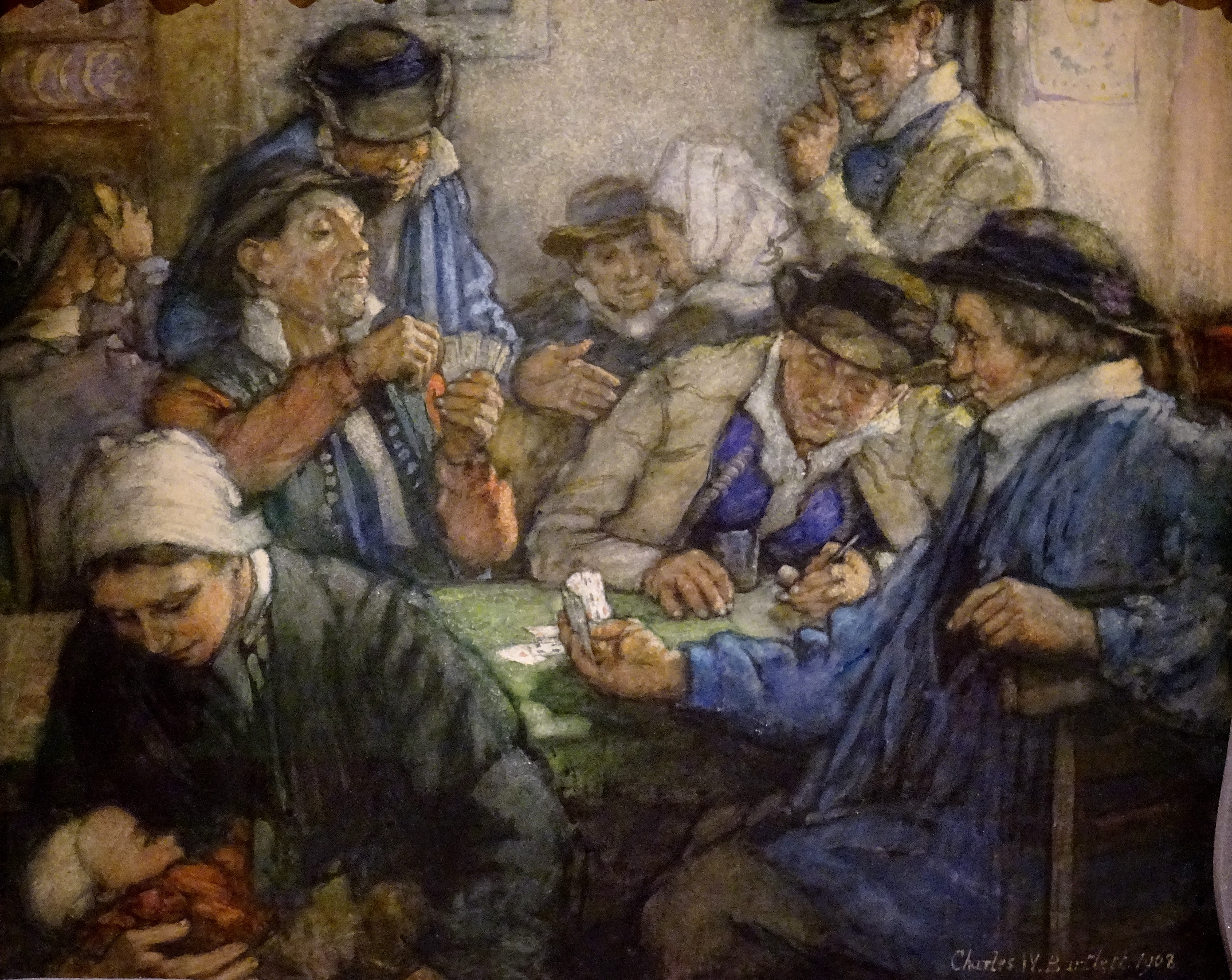
Les joueurs de cartes (1908, musée du Faouët).
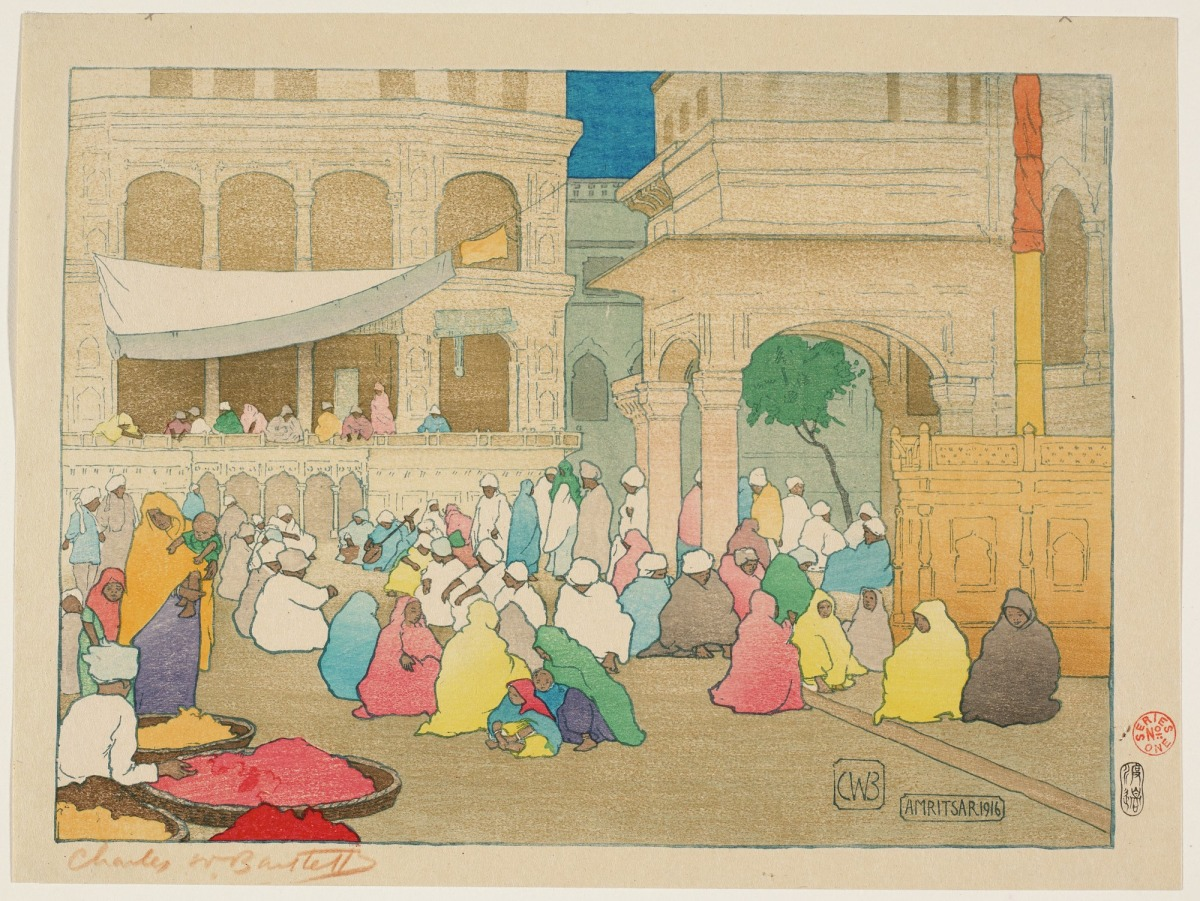
Amritsar, aquarelle, 1916
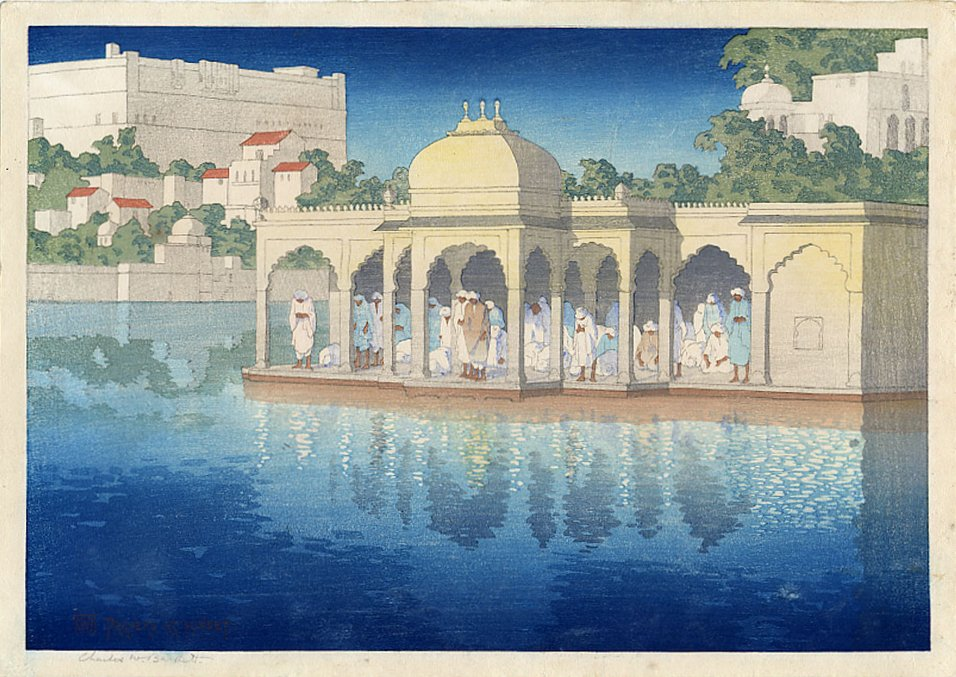
Prayers at Sunset (Udaipur, Inde), vers 1919
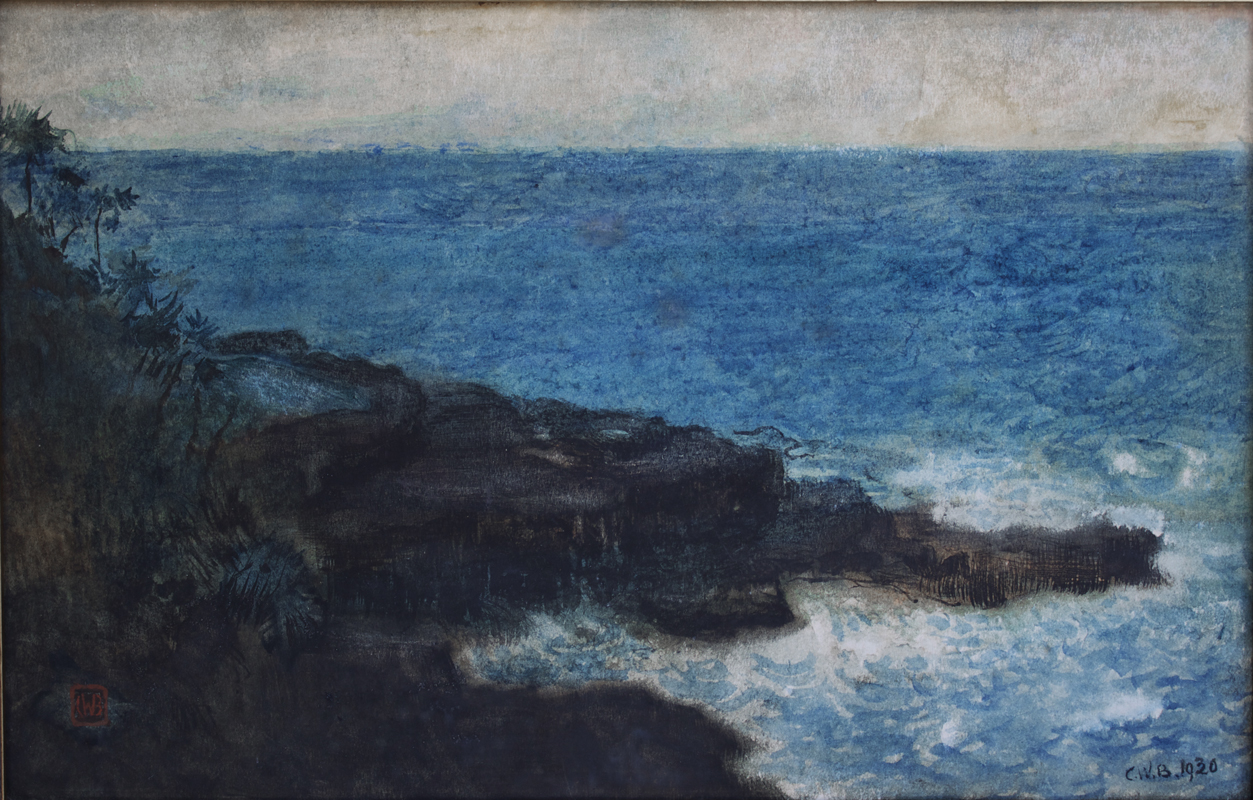
Hana Maui Coast, aquarelle et encre, 1920, Maui
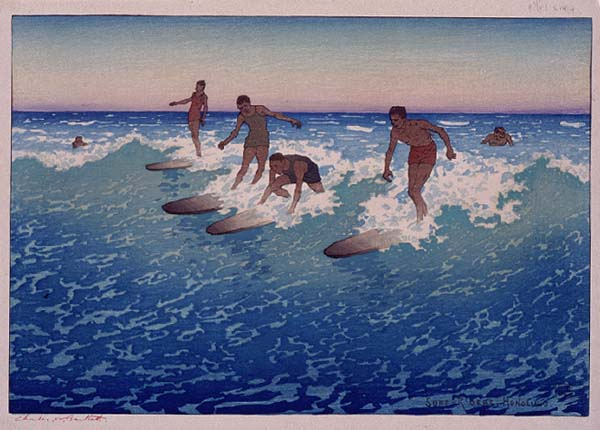
Surf-Riders, Honolulu, 1919, Honolulu Academy of Arts
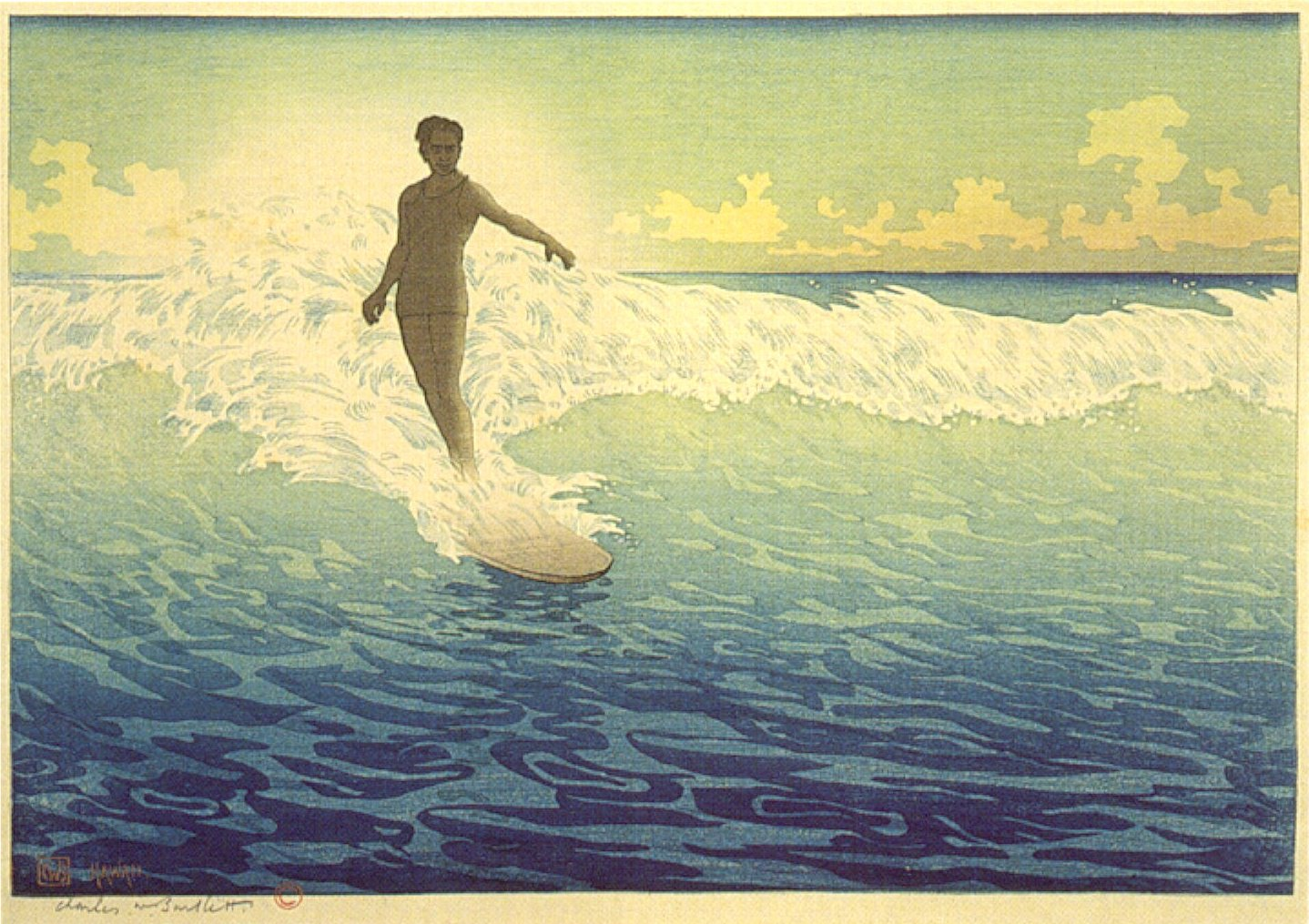
The Surf Rider (Hawaï), 1921, Honolulu Academy of Arts